# Université d'État de Pennsylvanie
 (octobre 2015).
Si vous disposez d'ouvrages ou d'articles de référence ou si vous connaissez des sites web de qualité traitant du thème abordé ici, merci de compléter l'article en donnant les références utiles à sa vérifiabilité et en les liant à la section « Notes et références ».
L'université d'État de Pennsylvanie (en anglais : Pennsylvania State University abrégé en Penn State) est une université américaine située en Pennsylvanie.

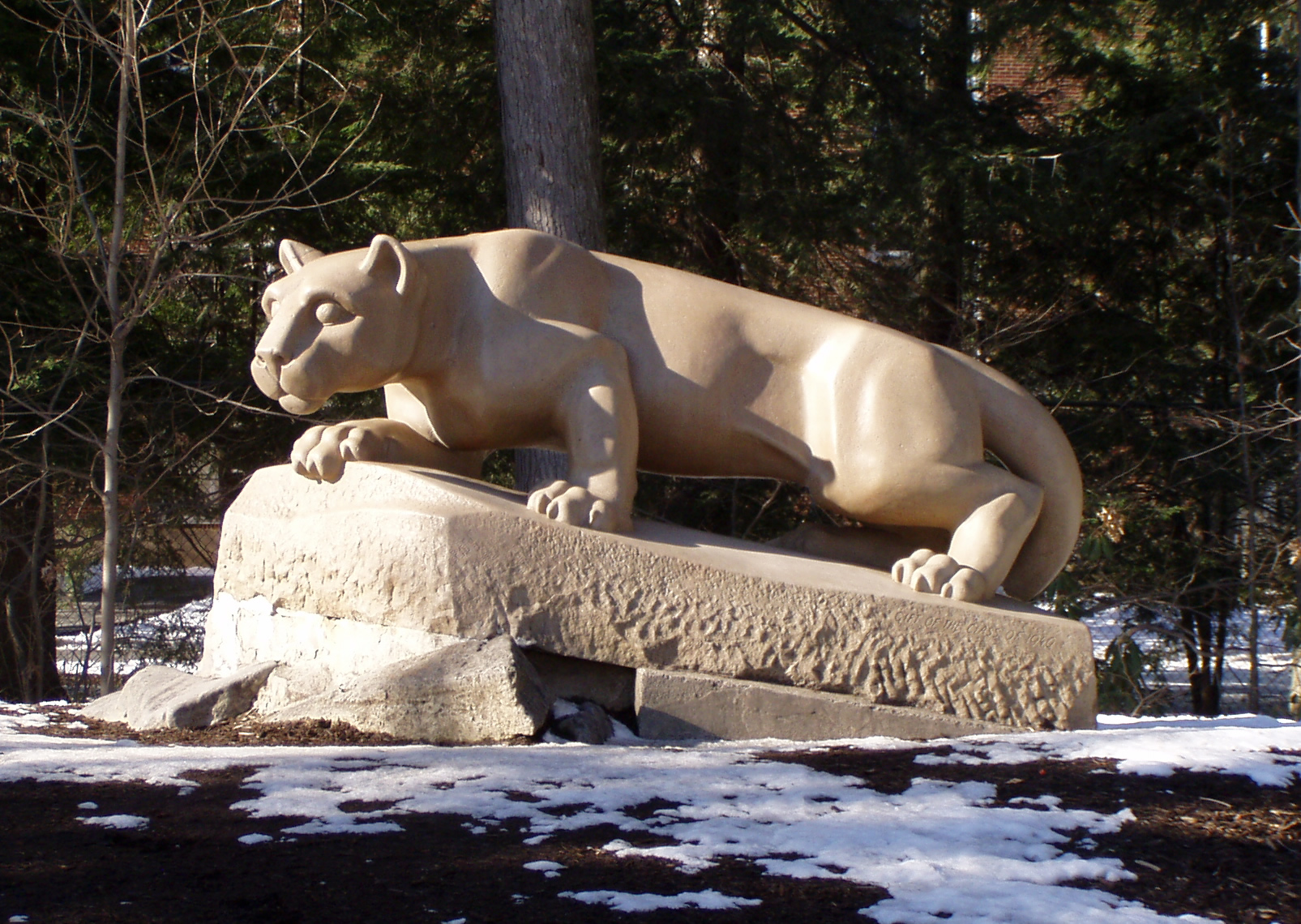
Le Lion Shrine, cadeau de la promotion 1940.

## Historique
The Pennsylvania State University fait partie des universités créées pour mettre en pratique les lois land-grant. Ces universités sont dites universités des États. L'université de l'État de Pennsylvanie a été créée par le Congrès de Pennsylvanie. Elle est indépendante financièrement et structurellement. Elle offre la même qualité d'enseignement que les plus grandes universités privées faisant partie de l'Ivy League,.

## Organisation de l'université
L'université de l'État de Pennsylvanie se compose de facultés spécialisées. Chaque étudiant s’inscrit à la faculté qui correspond à sa matière principale :
- la faculté des sciences agricoles ;
- la faculté d’art et d’architecture ;
- la faculté de commerces ;
- la faculté des communications ;
- la faculté des sciences de la Terre et des minéraux ;
- la faculté de l'éducation ;
- la faculté d'ingénierie ou École d'ingénierie de Penn State ;
- la faculté de la santé et du développement des humains ;
- la faculté des sciences informationnelles et des technologies ;
- la faculté des arts libéraux ;
- la faculté des sciences ;
- le troisième cycle d’université ;
- la faculté des meilleurs élèves (Honors College).

L'université comporte plusieurs campus. Le plus grand est l'University Park, avec 42 914 étudiants, situé au centre de la ville de State College. C'est le campus final de presque toutes les filières, puisqu'il offre toutes les disciplines principales, principalement le commerce. C'est également la résidence du président de l’université et de l’administration principale.
Les autres campus, moins grands, sont tous situés en Pennsylvanie. Les autres campus sont les suivants :
- Penn State Abington - 3 141 étudiants ;
- Penn State Altoona - 3 837 étudiants ;
- Penn State Berks - 2 660 étudiants ;
- Penn State Beaver - 730 étudiants ;
- Penn State Delaware County - 1 631 étudiants ;
- Penn State DuBois - 811 étudiants ;
- Penn State Erie, The Behrend College - 3 839 étudiants ;
- Penn State Fayette, The Eberly Campus – 1 139 étudiants ;
- Penn State Greater Allegheny - Nombre d'étudiants inconnu ;
- Penn State Harrisburg - 3 799 étudiants ;
- Penn State Hazleton - 1 143 étudiants ;
- Penn State Lehigh Valley - 758 étudiants ;
- Penn State Mont Alto - 1 032 étudiants ;
- Penn State New Kensington - 853 étudiants ;
- Penn State Schuylkill - 911 étudiants ;
- Penn State Shenango - 893 étudiants ;
- Penn State Wilkes-Barre - 728 étudiants ;
- Penn State Worthington Scranton - 1 294 étudiants ;
- Penn State York - 1 672 étudiants.

## Vie des étudiants
Les loisirs sont importants dans la vie d’un étudiant à Penn State. Les étudiants à Penn State ont une réputation pour leur capacité à faire la fête mais aussi à étudier. Les restaurants et les bars sont populaires, particulièrement pendant le week-end.
Les restaurants les plus populaires : le Deli, Chili’s, le Tavern, le Waffle House, le Allen-Street Grill, le Corner Room et Panera.
Les bars les plus populaires : Saloon, Indigo, Rathskeller, Cafe 210, Sports Cafe, Bill Pickles Tap Room, Brewery, Gingerbread Man, Phyrst, Shandygaff, Zeno’s Pub, Sharkey’s, Hooters.
Pendant les week-ends, lorsqu’il y a des matches de football et quand le temps s’y prête, il est fréquent de voir le centre-ville de State College empli de personnes se promenant, faisant les boutiques, et mangeant aux restaurants.

## Nittany Lions de Penn State
Dans le domaine sportif, les Nittany Lions défendent les couleurs de l'université d'État de Pennsylvanie (Penn State). Ils évoluent dans la Big Ten Conference de la Division I de la National Collegiate Athletic Association.
La mascotte de Penn State est le Nittany lion, un animal inventé basé sur les pumas qui vivaient dans le centre de Pennsylvanie (Mont Nittany). Le Nittany lion a été élu la meilleure et plus célèbre mascotte de toutes les universités américaines.
Les couleurs de Penn State sont bleues et blanches. Il y a une expression à Penn State qui dit que si Dieu n’avait pas été un supporter de Penn State, pourquoi aurait-il créé un ciel bleu et blanc ? 
Le sport majeur à Penn State est le football américain. L’équipe joue dans le Beaver Stadium, qui accueille 107 282 personnes. C’est le deuxième plus grand stade des États-Unis, derrière celui de Michigan, et le quatrième au monde.
En 2006, l’équipe de football américain fut sacrée championne de la conférence de Big Ten. Ils ont gagné le championnat national deux fois, en 1982 et en 1986.
En 2007, l’équipe de gymnastique masculine et l’équipe d’escrime masculine et féminine furent sacrés champions des États-Unis.

## Bâtiments et des monuments importants
Sur le campus de Penn  State, il y a beaucoup de bâtiments historiques. Les plus importants sont l’auditorium d'Eisenhower, la bibliothèque de Pattee, le HUB, et l’«Old Main».
L’auditorium d’Eisenhower est un lieu où les groupes de musique, de théâtre et de danse ont joué. L’auditorium a aussi des intervenants. Il peut accueillir jusqu'à 2600 personnes. L’auditorium doit son nom au onzième président de l’université qui s’appelle Milton Eisenhower. Certaines universités y font leur cérémonie de remise de diplômes.
La bibliothèque de Pattee était au départ d’un projet de l’état. Elle s’appelait La Bibliothèque de Pattee en 1950 lorsque Fred Lewis Pattee est décédé. Fred Lewis Pattee était la première personne qui eut le titre de « professeur d’études de littérature américain ». Au total, il y a sept bibliothèques à Penn State, pour 4,7 millions d’ouvrages.
La bibliothèque de Paterno est la seconde plus grande bibliothèque du campus. Elle porte le nom de l’entraîneur de l’équipe de football américain, qui a fait un don de deux millions de dollars pour la construction.
Le HUB est le nom général pour le « Hetzel Union Building ». Le HUB a des espaces pour dîner, pour étudier, et pour se rencontrer entre camarades. Il est le centre pour diverses activités sociales. Une cérémonie d’ouverture grandiose eut lieu en 1955 pour les 100 ans de l’université. La pelouse du HUB est convoitée par les étudiants pour se reposer, bronzer et autres activités de plein air.
La construction originale de l’Old Main date de 1863. Il incluait des salles de classe, des laboratoires, des résidences universitaires, et le bureau du Président. En 1930, un nouveau Old Main fut érigé sur les vieilles fondations. Maintenant, il est le bâtiment de l’administration.
Le bâtiment de Carnegie est nommé d'après Andrew Carnegie, parce qu’il a fait un don pour commencer la construction. C’était à l’origine la bibliothèque de Penn State; maintenant, il abrite l’école du Collège de communications.

## Histoire des femmes à Penn State
Construite dans l’année 1855, l'université d'État de Pennsylvanie a été fondée comme un institut pour améliorer l’économie agricole par l’éducation scientifique. Douze ans après l'ouverture de ses portes, l’université a accueilli, pour la première fois, huit filles. Aujourd’hui, ceci ne paraît pas très impressionnant, mais en 1871, l'université d'État de Pennsylvanie était une des rares universités qui acceptaient les femmes. Malgré cette modernité, il y avait de nombreuses restrictions pour les étudiantes. Il a fallu plus de 100 ans pour que la première femme soit élue présidente du conseil d'administration de l'université, quand Helen Snyder, professeur associé de psychologie éducative, a été élue présidente en 1974.
Les filles qui étaient acceptées habitaient, bien sûr, dans leurs propres dortoirs, loin des hommes et elles avaient leur propre directrice. Si une femme avait un rendez-vous avec un homme, elle devait obtenir la permission du doyen avant d'y aller. Si le doyen donnait son consentement, il les accompagnait alors aux rendez-vous. Toutes les femmes n'avaient pas le droit de vivre en dehors du campus et les femmes qui avait moins de 21 ans n'étaient pas autorisée à rendre visite au domicile d'un étudiant masculin.
Bien que leurs vies sociales aient été limitées, leur éducation était plus libre au début. Pendant les premières années, l’université a permis aux étudiantes d'étudier le sujet de leur choix, indépendamment du fait que le sujet soit considéré comme « féminin ». En conséquence les femmes suivaient des cours de mathématiques et de science, sujets que certains pensaient alors trop difficiles pour le cerveau féminin. Néanmoins, tout ceci a changé. Toutes les universités à travers la nation sont devenues plus strictes au sujet de ce que leurs étudiantes pouvaient étudier. Autour des années 1940, des restrictions ont été placées non seulement sur les matières principales que les femmes pouvaient choisir mais également les cours qu’elles pouvaient suivre.
Le changement était lent pour des femmes dans les universités et l'université d'État de Pennsylvanie n'évolua pas différemment. Même dans les années 1970, les choses n’avaient pas été beaucoup changé. Beaucoup de ces restrictions s'appliquaient toujours. Il est intéressant de voir que les changements pour lesquels les mouvements féministes ont lutté ne se sont produits que récemment.

## Clubs et associations universitaires à l’université de Penn State
L’université de Penn State a 24 campus qui se situent dans des différentes villes en Pennsylvanie, et il en a plus de 84 000 étudiants et plus de 600 associations seulement au campus de l’University Park.
Le campus principal est celui de l’University Park. Il est bien connu grâce à son grand nombre d'étudiants et de clubs ainsi que ses associations de toutes sortes. Les clubs et les organisations sont divisés en différentes catégories de telle façon qu'il est facile pour les étudiants de trouver une association dans laquelle ils peuvent participer selon leurs intérêts. Au total, il y a 675 clubs et associations/ organisations.
| Nombre et catégorie                                      | Description |
| -------------------------------------------------------- | --- |
| 182 clubs académiques et professionnels                  | Ce sont des groupes qui permettent de discuter et partager l’information relatée à la discipline académique ou scolaire. |
| 51 associations internationales et multiculturelles      | Ce sont des groupes qui permettent d’apprendre et d’améliorer la compréhension des autres cultures, qui donnent aux étudiants une chance d’explorer et de célébrer l’héritage de leurs cultures. Ils subviennent des programmes et des services désignés à soutenir les étudiants de différentes cultures à l’université. |
| 36 associations musicales et la performance d’art        | Ce sont des groupes qui permettent aux étudiants de s’engager et d’être exposés à la performance d’art comme, la musique, et le théâtre. |
| 54 associations religieuses                              | Ce sont des groupes qui célèbrent et qui suivent des pratiques religieuses. Ils procurent assistance et bonne compagnie à ceux qui en ont besoin. |
| 28 groupes bénévoles                                     | Ce sont des groupes qui rendent des services bénévoles à l’Université et/ou à des communautés voisines. Certains sont politiques, d'autres sont des non- partisans. |
| 77 associations sportives et d'activités physiques       | Ce sont des groupes qui permettent aux étudiants de rentrer dans des équipes sportives et de participer à des compétitions avec les autres équipes. |
| 10 affiliés par des travaux universitaires               | Ce sont des groupes qui sont créés et soutenus par l’Université. |
| 84 Sororités et Fraternités et lettres grecques sociales | Ce sont des organisations fraternelles enregistrées par le bureau de la vie des Fraternités et Sororités. |
| 36 sociétés honorifiques                                 | Ce sont des groupes construits sur les reconnaissances supérieures de la réussite académique. Ils sont souvent basés sur les professions et les programmes académiques. |
| 9 organisations qui font des publications                | Ce sont des groupes qui permettent à leurs membres d'acquérir de l’expérience à travers les différents moyens comme la télévision, la radio, et la presse |

Tous ces clubs et associations /organisations sont actifs à l’Université, et ils sont la raison pour laquelle les étudiants  établissent facilement des relations amicales. Parmi ces associations, les uns sont plus actifs que les autres. Par exemple, les fraternités et les sororités font des activités et ils impliquent d'autres organisations. Chaque année, ils ont un Marathon Dance THON marathon, qui est l'évènement le plus célèbre pour les étudiants à Penn State, le football mis à part.

## LeTHON
Le THON ("Marathon") est un marathon de danse de 48 heures qui est organisé chaque année, en février, à l’Université de Penn State. L’objectif de cette danse est de collecter des fonds pour assister les familles qui ont des enfants qui souffrent du cancer, et c’est aussi le rassemblement des collecteurs et de ces enfants ainsi que leurs parents.
Les dons et l’argent collectés pour le THON ont été donnés à The Four Diamonds Fund, une organisation caritative consacrée à la lutte contre le cancer pédiatrique à travers les recherches scientifiques et les soins pour des malades à l’hôpital des enfants de Penn State. Chaque famille qui a un enfant dans cet hôpital pour le traitement du cancer a automatiquement droit au soutien fourni par le Four Diamonds Fund. Ses fonds ont aidé plus de 2000 familles depuis 1972, et 90 nouvelles familles deviennent membres chaque année. Plus de 10 000 étudiants issus des différentes organisations de Penn State participent à cet évènement chaque année. Ils font les préparatifs et collectent des fonds avant le marathon. De nos jours, il est la plus large opération philanthropique dans le monde. Leur thème est toujours POUR LES ENFANTS.

### L’histoire duTHON
Le THON a été lancé, en 1973, par le conseil administratif d’inter - fraternité de Penn State. Il a été proposé pour reconstruire l’image de l’interfraternité. Donc, il a commencé comme une compétition de danse.
La première année, ils ont collecté  plus de 2 000 $ avec 30 couples qui ont dansé pendant 30 heures sans arrêt. Le couple qui a collecté plus d’argent et qui a terminé les 30 heures de marathon a reçu 300 $. Cette année, l’argent collecté a été donné à une organisation caritative pour les enfants arriérés mentalement.
La deuxième année, la durée de cet événement a été prolongée à 48 heures et une somme de plus de 10 000 $ a été collectée pour American Heart Association.
En 1977, une nouvelle association de charité a été sélectionnée pour être bénéficiaire de l’argent récolté par la danse marathon du Four Diamond Fund. Presque 29 000 $ ont été collectés en 1977, et 53 000 $ l’année suivante, en 1978. Les fonds collectés ont continué à augmenter progressivement chaque année, avec 5 240 385,17 $ collectés pendant la dernière édition en 2007. Ci-dessous, voici le tableau statistique de la progression des fonds collectés par le « THON »
| Année | Somme d'argent collectée | Nombre de danseurs |
| ----- | ------------------------ | ------------------ |
| 1973  | 2 136 $                  | 78                 |
| 1974  | 10 825 $                 | 102                |
| 1978  | 52 818 $                 | 56                 |
| 1983  | 131 182 $                | 502                |
| 1988  | 324 000 $                | 544                |
| 1990  | 671 572 $                | 536                |
| 1992  | 1 141 145 $              | 522                |
| 2007  | 5 240 385 $              | 708                |

### Les projets du «THON»
Récemment, le THON a amélioré la concentration de ses projets en passant du court terme au long terme, parce qu'il a énormément progressé dans les fonds collectés chaque année.
Le premier projet que le THON a établi était l’Institution des Recherches pour le Four Diamonds Fund à l’hôpital de Penn State pour les enfants. Ce projet donne des fonds au laboratoire et des bourses pour diriger des recherches.
En 1999, le THON s’est engagé à donner 5 millions de dollars pour le projet sur 5 ans, mais le paiement total était possible au bout de deux ans seulement.
Récemment, le THON s'est engagé à verser 10 millions de dollars sur six ans, pour créer  un Pediatric Cancer Pavilion au Centre Médical d’Hershey. De nombreux projets seront développés dans le futur.

### Les événements organisés par le «THON» tout au long de l’année
De nombreuses activités et événements sont organisés tout au long de l’année jusqu’au week-end du THON. D'abord, il y a une visite du Penn State Children’s hospital  organisée tout au long de l'année, permettant aux étudiants de faire des travaux bénévoles à l’hôpital pour acquérir de l’expérience dans l’éducation ou tout simplement pour aider les malades ou l’hôpital.
Il y a également aussi un évènement sur cent jours jusqu’au THON. C’est l'évènement le plus suivi par le campus de Penn State et c’est pour encourager la participation des étudiants. Un nouveau thème du THON est annoncé chaque année pendant la fête annuelle de Penn State: le Homecoming.
Enfin, chaque novembre, un carnaval est organisé: le Family Carnival et les familles aidées par le Four Diamonds Fund sont invités pour rencontrer leurs correspondants de Penn State. À la fin de cet évènement, les étudiants volontaires qui sont membres de THON dévoilent le nouveau logo de l’année.

### Le Week-end du «THON»
Le week-end du THON tombe toujours la troisième semaine du mois de février. En 2007, l’événement du THON s'est déroulé au Bryce Jordan Centrer. Pendant ce week-end, les comités sont sélectionnés pour s’occuper de toutes les responsabilités telles que soutenir moralement les danseurs et coordonner les différentes activités prévues pour cet événement.
Les volontaires qui sont dans ces comités ne sont pas obligés de rester jusqu’à ce que les 48 heures soient écoulées. Ils  peuvent rentrer à leur domicile ou à l'hôtel pour se reposer, pourvu qu’ils aient accompli leurs fonctions, et revenir pour remplacer les autres si c’est nécessaire. Au contraire, les danseurs doivent rester debout pendant les 48 heures, ils ne peuvent même pas prendre une douche ou s’asseoir une minute. Pourtant, ils sont bien soignés moralement et physiquement. Il y a toujours des différentes performances chaque heure et il y a aussi un DJ qui assiste les danseurs en jouant ses musiques favorites. Plusieurs visiteurs viennent à  Penn State ce week-end du THON, ainsi que les anciens étudiants qui ont été des volontaires les années précédentes.

## Engagement des étudiants de tous les clubs et organisations de Penn State
En plus de 700 danseurs et plus de 300 organisateurs, des milliers d'étudiants de Penn State participent à la collecte de fonds pour le THON. Les participants sont généralement organisés par équipes selon les organisations dont ils font partie. Chaque équipe doit se conformer aux règles écrites dans la constitution du THON, et toutes les organisations mettent leurs recettes en commun quand les jours de marathon approchent. Généralement, le THON est l’un des évènements moraux à State Collège. Il a aussi une grande influence sur l’engagement des étudiants dans les travaux communautaires ou sociaux.

## Penn State University Press
Il s'agit d'un établissement rattaché à la bibliothèque, cette maison d'édition diffuse aussi bien des ouvrages (livres et revues) réalisés par des enseignants chercheurs de l'Université, que des ouvrages écrits par des élèves et différents livres sur la vie socio-économique, historique, géographique de l'état de Pennsylvanie. Ses publications régulièrement l'objet de recensions,,,.

### Liste des revues et collections
- ab-Original: Journal of Indigenous Studies & First Nations'/Peoples' Cultures
- The Arthur Miller Journal
- Bustan: The Middle East Book Review
- The Chaucer Review
- Comedia Performance
- Comparative Literature Studies
- The Cormac McCarthy Journal
- Critical Philosophy of Race
- Dickens Studies Annual
- The Edgar Allan Poe Review
- Edith Wharton Review
- The Eugene O'Neill Review
- The F. Scott Fitzgerald Review
- George Eliot - George Henry Lewes Studies
- Gestalt Review
- The Good Society
- The Harold Pinter Review
- Interdisciplinary Literary Studies: A Journal of Criticism and Theory
- International Journal of Persian Literature
- JGE: The Journal of General Education
- Journal of Africana Religions
- Journal of Asia-Pacific Pop Culture
- Journal of Assessment and Institutional Effectiveness
- The Journal of Ayn Rand Studies
- Journal of Development Perspectives
- Journal of Eastern Mediterranean Archaeology & Heritage Studies
- Journal of Jewish Ethics
- Journal of Medieval Religious Cultures (formerly Mystics Quarterly)
- Journal of Modern Periodical Studies
- Journal of Moravian History
- Journal of Natural Resources Policy Research
- The Journal of Nietzsche Studies
- Journal of Posthuman Studies
- The Journal of Speculative Philosophy
- Journal of the Pennsylvania Academy of Science
- Journal of World Christianity
- The Korean Language in America
- Libraries: Culture, History, and Society
- The Mark Twain Annual
- Mediterranean Studies
- Milton Studies
- Nathaniel Hawthorne Review
- Pacific Coast Philology
- Pennsylvania History: A Journal of Mid-Atlantic Studies
- Philosophy & Rhetoric
- Preternature
- Reception: Texts, Readers, Audiences, History
- Resources for American Literary Studies
- SHAW: Bernard Shaw Studies
- Soundings: An Interdisciplinary Journal
- Steinbeck Review
- Studies in American Humor
- Studies in American Jewish Literature
- Style
- Transformations: The Journal of Inclusive Scholarship and Pedagogy
- Transportation Journal
- Utopian Studies
- Wesley and Methodist Studies
- William Carlos Williams Review

## Personnalités liées à l'université

### Professeurs
- C. S. Giscombe, poète, romancier, éditeur, universitaire
- Leonid Berlyand, mathématicien ukrainien soviétique et américain.

### Étudiants
- Guion S. Bluford, Jr., le premier spationaute afro-américain
- Jonathan Frakes, acteur de Star Trek : La Nouvelle Génération
- Angèle Kingué, femme de lettres
- Katie Muth, femme politique
- David Bohm, physicien théoricien
- Anjana Appachana, romancière et poète d'origine indienne
- Aïcha Bah Diallo, femme politique et féministe guinéenne
- Linda Yaccarino, personnalité du milieu des affaires américain, annoncée à la présidence de Twitter.

## Articles autour de l'université d'État de Pennsylvanie
Sur le site du New York Times, il y a une série d'articles concernant la vie de l'université

## Sources
1. ↑  (en) « Pennsylvania State University | university system, Pennsylvania, United States », Encyclopedia Britannica,‎ 2013 (lire en ligne, consulté le 13 novembre 2017)
2. ↑  J'irai voir en Amérique : The Pennsylvania State University
3. ↑  (en-US) « Pennsylvania State University », sur Times Higher Education (THE) (consulté le 13 novembre 2017)
4. ↑  (en) « Pennsylvania State University--University Park - The Princeton Review College Rankings & Reviews », sur www.princetonreview.com (consulté le 13 novembre 2017)
5. ↑  « Penn State University Press », sur www.psupress.org (consulté le 13 novembre 2017)
6. ↑  (en-US) « Pennsylvania State University Press Archives - The Marginalia Review of Books », sur The Marginalia Review of Books (consulté le 13 novembre 2017)
7. ↑  ifthen.com, « Penn State University Press - Art History Publication Initiative », sur arthistorypi.org (consulté le 13 novembre 2017)
8. ↑  (en) Molnar-Main, Stacie, « Review of Democracy , Deliberation and Education by Robert Asen (University Park: Pennsylvania State University Press, 2015) », Journal of Public Deliberation, vol. 13, no 1,‎ 2017 (lire en ligne, consulté le 13 novembre 2017)
9. ↑  (en-US) « Is Open Access a Moral or a Business Issue? A Conversation with The Pennsylvania State University Press  – ProfHacker - Blogs - The Chronicle of Higher Education », sur www.chronicle.com (consulté le 13 novembre 2017)
10. ↑  (en-US) « Pennsylvania State University », The New York Times,‎ 2017 (ISSN 0362-4331, lire en ligne, consulté le 13 novembre 2017)